# 110a Brigada Mixta (Exèrcit Popular de la República)
La 110a Brigada Mixta va ser una unitat de l'Exèrcit Popular de la República que va participar en la Guerra Civil Espanyola. Durant la major de la contesa va estar desplegada en el front del Centre, sense tenir un paper rellevant.

## Historial
La unitat va ser creada el març de 1937, a El Puig, sent formada a partir de reemplaçaments de la quinta de 1936. Al mes següent la 110a BM va ser enviada al front del Centre, sota el comandament del comandant d'infanteria Ángel Ramírez Rull. Al maig la brigada va ser enviada al front d'Extremadura, en previsió que participés en l'anomenat Pla «P»; tornaria al front de Madrid una vegada que l'operació va ser cancel·lada, quedant incorporada a la 15a Divisió del III Cos d'Exèrcit.
Posteriorment passaria a quedar agregada a la 13a Divisió del III Cos d'Exèrcit, cobrint el sector del riu Tajuña. Durant la resta de la contesa la 110a Brigada Mixta va romandre inactiva, sense prendre part en operacions militars de rellevància. A l'octubre de 1938 el comandament de la unitat va recaure en el major de milícies Antonio Molina Vázquez, que seria substituït pel major de milícies Juan del Águila Aguilera després del cop de Casado el març de 1939.

## Comandaments
Comandants
- Comandant d'infanteria Isidoro Cuerda Lázaro;
- Comandant d'infanteria Ángel Ramírez Rull;
- Comandant d'infanteria Ramón Marvà Macià;
- Major de milícies Antonio Molina Vázquez;[n. 1]
- Major de milíciesJuan del Águila Aguilera

Comissaris
- Antonio Asencio Lozano;
- Sixto Romo Mendieta,[5] de la UGT;